# Marcellin Theeuwes
Marcellin Theeuwes OCart (* als Jacobus „Jac“ Johannes Maria Theeuwes am 12. Mai 1936 in Gilze en Rijen bei Breda, Niederlande; † 2. Januar 2019 in Méounes-lès-Montrieux) war ein katholischer Ordensgeistlicher. 

## Leben
Mit bürgerlichem Namen Jacobus „Jac“ Johannes Maria Theeuwes, wurde er als jüngster von sieben Brüdern geboren. In der damaligen Zisterzienserabtei Marienkroon lernte er über theologische Studien die Spiritualität der Kartäuser kennen und schätzen. Am 7. Dezember 1961 trat er der Ordensgemeinschaft der französischen Kartäuser in die Kartause von Sélignac ein, wo er den Ordensnamen Marcellinus erhielt. Am 25. Juni 1966 empfing er nach seiner philosophischen und theologischen Ausbildung die Priesterweihe. Am 8. Dezember desselben Jahres legte er seine Feierliche Profess ab. Im Juni 1973 wurde er zum Prior in der Kartause von Mougères gewählt. Im November 1977 kam er in die Chartreuse de Montrieux im Département Var, die er ab April 1983 als Prior leitete.
Nach dem gesundheitsbedingten Rücktritt des Ordensgenerals Dom André Poisson, der 2005 verstarb, wurde er im Juni 1997 zum Prior der Großen Kartause gewählt und somit zum neuen Generalminister der Kartäuser, der höchsten Autorität des Kartäuserordens. Mit seiner Wahl wurde er der 72. Nachfolger des heiligen Bruno und zugleich der vierte Niederländer in diesem Amt. Im Jahre 2012 bat er den Papst aus gesundheitlichen Gründen um Entbindung von seinem Amt als Ordensoberer, eine Bitte, der Papst Benedikt XVI. Ende August 2012 entsprach. Zu seinem Nachfolger wurde im September 2012 François-Marie Velut gewählt. Nach Genesung von längerer Krankheit trat Marcellin Theeuwes ab 2015 wieder vereinzelt öffentlich auf, u. a. bei einem Kolloquium in Taizé im Juli 2015.